# Ministre-président de Bavière
Le ministre-président de Bavière (en allemand : Ministerpräsident von Bayern) est le chef du gouvernement de l'État libre de Bavière. Il dirige le gouvernement de Bavière.

## Historique des titulaires
| Nom                                                                                                   | Nom                                | Parti | Dates                                                            | Cabinets             | Majorité       |
| --- | ---------------------------------- | ----- | ---------------------------------------------------------------- | -------------------- | -------------- |
| République de Weimar                                                                                  |                                    |       |                                                                  |                      |                |
| | Kurt Eisner                        | USPD  | 8 novembre 1918 – 21 février 1919 (3 mois et 13 jours)           | Eisner               | Pas de Landtag |
| | Johannes Hoffmann                  | SPD   | 17 mars 1919 – 14 mars 1920 (11 mois et 26 jours)                | Hoffmann I           | 80 / 180       |
| Hoffmann II                                                                                           | Johannes Hoffmann                  | SPD   | 17 mars 1919 – 14 mars 1920 (11 mois et 26 jours)                | 152 / 180            |                |
| | Gustav Ritter von Kahr             | Ind.  | 16 mars 1920 – 11 septembre 1921 (1 an, 5 mois et 26 jours)      | von Kahr I           | 89 / 155       |
| von Kahr II                                                                                           | Gustav Ritter von Kahr             | Ind.  | 16 mars 1920 – 11 septembre 1921 (1 an, 5 mois et 26 jours)      | 89 / 155             |                |
| | Hugo Graf von Lerchenfeld-Köfering | BVP   | 21 septembre 1921 – 2 novembre 1922 (1 an, 1 mois et 12 jours)   | Lerchenfeld-Köfering | 108 / 155      |
| | Eugen von Knilling                 | BVP   | 8 novembre 1922 – 30 juin 1924 (1 an, 7 mois et 22 jours)        | Knilling             | 96 / 155       |
| | Heinrich Held                      | BVP   | 2 juillet 1924 – 9 mars 1933 (8 ans, 8 mois et 7 jours)          | Held I               | 67 / 129       |
| Held II                                                                                               | Heinrich Held                      | BVP   | 2 juillet 1924 – 9 mars 1933 (8 ans, 8 mois et 7 jours)          | 76 / 128             |                |
| Troisième Reich Franz Ritter von Epp est gouverneur du Reich entre le 9 mars 1933 et le 28 avril 1945 |                                    |       |                                                                  |                      |                |
| | Ludwig Siebert                     | NSDAP | 12 avril 1933 – 1er novembre 1942 (9 ans, 6 mois et 20 jours)    | Siebert              | non confirmé   |
| | Paul Giesler                       | NSDAP | 2 novembre 1942 – 28 avril 1945 (2 ans, 5 mois et 26 jours)      | Giesler              | non confirmé   |
| Administration militaire puis RFA                                                                     |                                    |       |                                                                  |                      |                |
| | Fritz Schäffer                     | Ind.  | 28 mai – 28 septembre 1945 (4 mois)                              | Schäffer             | Pas de Landtag |
| | Wilhelm Hoegner                    | SPD   | 28 septembre 1945 – 16 décembre 1946 (1 an, 2 mois et 18 jours)  | Hoegner I            | Pas de Landtag |
| | Hans Ehard                         | CSU   | 16 décembre 1946 – 14 décembre 1954 (7 ans, 11 mois et 28 jours) | Ehard I              | 158 / 180      |
| Ehard II                                                                                              | Hans Ehard                         | CSU   | 16 décembre 1946 – 14 décembre 1954 (7 ans, 11 mois et 28 jours) | 104 / 180            |                |
| Ehard III                                                                                             | Hans Ehard                         | CSU   | 16 décembre 1946 – 14 décembre 1954 (7 ans, 11 mois et 28 jours) | 127 / 204            |                |
| | Wilhelm Hoegner                    | SPD   | 14 décembre 1954 – 8 octobre 1957 (2 ans, 9 mois et 24 jours)    | Hoegner II           | 121 / 204      |
| | Hanns Seidel                       | CSU   | 16 octobre 1957 – 22 janvier 1960 (2 ans, 3 mois et 6 jours)     | Seidel I             | 115 / 204      |
| Seidel II                                                                                             | Hanns Seidel                       | CSU   | 16 octobre 1957 – 22 janvier 1960 (2 ans, 3 mois et 6 jours)     | 126 / 204            |                |
| | Hans Ehard                         | CSU   | 26 janvier 1960 – 11 décembre 1962 (2 ans, 10 mois et 15 jours)  | Ehard IV             | 126 / 204      |
| | Alfons Goppel                      | CSU   | 11 décembre 1962 – 6 novembre 1978 (15 ans, 10 mois et 26 jours) | Goppel I             | 108 / 204      |
| Goppel II                                                                                             | Alfons Goppel                      | CSU   | 11 décembre 1962 – 6 novembre 1978 (15 ans, 10 mois et 26 jours) | 110 / 204            |                |
| Goppel III                                                                                            | Alfons Goppel                      | CSU   | 11 décembre 1962 – 6 novembre 1978 (15 ans, 10 mois et 26 jours) | 124 / 204            |                |
| Goppel IV                                                                                             | Alfons Goppel                      | CSU   | 11 décembre 1962 – 6 novembre 1978 (15 ans, 10 mois et 26 jours) | 132 / 204            |                |
| | Franz Josef Strauß                 | CSU   | 6 novembre 1978 – 3 octobre 1988 (9 ans, 10 mois et 27 jours)    | Strauß I             | 129 / 204      |
| Strauß II                                                                                             | Franz Josef Strauß                 | CSU   | 6 novembre 1978 – 3 octobre 1988 (9 ans, 10 mois et 27 jours)    | 133 / 204            |                |
| Strauß III                                                                                            | Franz Josef Strauß                 | CSU   | 6 novembre 1978 – 3 octobre 1988 (9 ans, 10 mois et 27 jours)    | 128 / 204            |                |
| | Max Streibl                        | CSU   | 19 octobre 1988 – 27 mai 1993 (4 ans, 7 mois et 8 jours)         | Streibl I            | 128 / 204      |
| Streibl II                                                                                            | Max Streibl                        | CSU   | 19 octobre 1988 – 27 mai 1993 (4 ans, 7 mois et 8 jours)         | 127 / 204            |                |
| | Edmund Stoiber                     | CSU   | 28 mai 1993 – 30 septembre 2007 (14 ans, 4 mois et 2 jours)      | Stoiber I            | 127 / 204      |
| Stoiber II                                                                                            | Edmund Stoiber                     | CSU   | 28 mai 1993 – 30 septembre 2007 (14 ans, 4 mois et 2 jours)      | 120 / 204            |                |
| Stoiber III                                                                                           | Edmund Stoiber                     | CSU   | 28 mai 1993 – 30 septembre 2007 (14 ans, 4 mois et 2 jours)      | 123 / 204            |                |
| Stoiber IV                                                                                            | Edmund Stoiber                     | CSU   | 28 mai 1993 – 30 septembre 2007 (14 ans, 4 mois et 2 jours)      | 124 / 180            |                |
| | Günther Beckstein                  | CSU   | 9 octobre 2007 – 27 octobre 2008 (1 an et 18 jours)              | Beckstein            | 124 / 180      |
| | Horst Seehofer                     | CSU   | 27 octobre 2008 – 16 mars 2018 (9 ans, 4 mois et 17 jours)       | Seehofer I           | 108 / 187      |
| Seehofer II                                                                                           | Horst Seehofer                     | CSU   | 27 octobre 2008 – 16 mars 2018 (9 ans, 4 mois et 17 jours)       | 101 / 180            |                |
| | Markus Söder                       | CSU   | Depuis le 16 mars 2018 (6 ans, 11 mois et 25 jours)              | Söder I              | 101 / 180      |
| Söder II                                                                                              | Markus Söder                       | CSU   | Depuis le 16 mars 2018 (6 ans, 11 mois et 25 jours)              | 112 / 205            |                |
| Söder III                                                                                             | Markus Söder                       | CSU   | Depuis le 16 mars 2018 (6 ans, 11 mois et 25 jours)              | 122 / 203            |                |